# 슈워츠먼 장학금

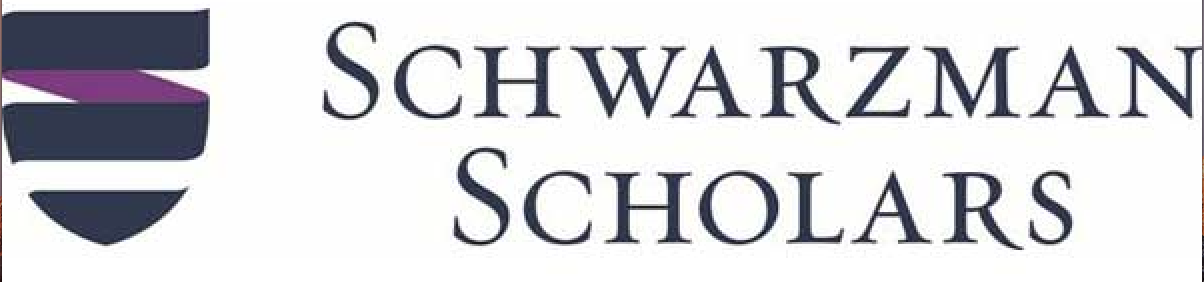
슈워츠먼 장학금 사이트: https://www.schwarzmanscholars.org/

슈워츠먼 장학금 (Schwarzman Scholars) 은 미국 금융가이자 자선가인 스티븐 슈워츠먼이 설립한 국제적인 위상의 장학생 프로그램이다. 선발된 장학생들은 중국 베이징 칭화대학교에서 1년 동안 학비, 생활비, 교통비 등 전액을 지원받는다. 이 프로그램은 리더십, 탁월한 학업 성취도, 봉사 정신 등 다양한 요소를 바탕으로 매년 미래의 글로벌 리더가 될 100~200명의 장학생을 선발한다. 선발된 장학생들은 칭화대학교의 슈워츠먼 칼리지 에 거주하며 1년 동안 국제학 석사 학위를 취득한다. 슈워츠먼 장학금은 로즈 장학금 및 마샬 장학금과 비슷한 합격률을 자랑하며 세계에서 가장 영예롭고 경쟁력 있는 장학금 중 하나이다.
슈워츠먼 장학금은 세계 최고 사모펀드 블랙스톤 그룹의 창립자이자 현 CEO인 스티븐 슈워츠먼 (Stephen A. Schwarzman)이 중국 칭화대학에 총 한화 약 3천억 규모의 글로벌 리더 양성을 위한 장학프로그램을 설립하기 위해 개인자산 1억달러 (한화 약 1천억)을 기부하고, 나머지 2억달러 규모의 모금활동을 진행하여 탄생하였다. 이 프로그램에는 블랙스톤 그룹 외에도, JP모건 체이스, 뱅크오브 아메리카, 마스터카드, 블룸버그 LP와 한국의 LG그룹 등이 기금 후원에 참여하고 있고, 중국 역사상 외국에서 출연한 단일 규모의 가장 큰 장학프로그램으로 알려져 있다.
이 프로그램은 중국 베이징에 위치한 칭화 대학교의 슈워츠먼 칼리지가 완공되면서 2016년 6월에 시작되었으며 예일 건축대학원 의 학장인 로버트 스턴 이 설계한 건물에 위치해 있다. 슈워츠먼 장학생 프로그램은 세계 최고 수준의 교수진과 세계 정상들로 구성된 자문위원회 (영국 전 총리 토니 블레어, 프랑스 전 대통령 니콜라 사르코지, 호주 전 총리 케빈 러드, 미국 전 국무장관 콘돌리자 라이스, 캐나다 전 총리 브라이언 말로니 등)를 자랑한다. 교수진으로는 미국 하버드 대학, 스탠포드 대학, 예일 대학, 영국 옥스포드 대학, 중국의 칭화대학의 총장, 학장, 교수 출신의 세계 최고 수준의 교수진을 갖추고 있다.
본 프로그램의 지원 자격은 학사 학위를 보유한 만 18세에서 29세 사이의 학생이며, 입시는 1차 서류 심사와 2차 면접 심사로 이루어져있다. 매년 전세계에서 3천명에서 4천명정도의 학생 및 직장인들이 지원을 하는데, 이 중 150여명만이 최종 선발되는 영광을 누린다. 특히, 매년 전 세계에서 400여명이 2차 면접 심사에 초청받는데, 정치, 외교, 비즈니스 등 각 분야의 리더들과 CEO들이 면접을 보는만큼 슈워츠먼 장학생 프로그램의 선발 과정은 아주 까다로운 것으로 유명하다.

## 같이 보기
- 로즈 장학금

1. ↑  “Program”. 《Schwarzman Scholars》. 2013년 12월 6일에 원본 문서에서 보존된 문서. 2013년 12월 4일에 확인함.
2. ↑  “Steve Schwarzman Explains Why He Counsels Trump”. 《www.bloomberg.com》. 2017년 2월 8일. 2017년 2월 20일에 원본 문서에서 보존된 문서. 2017년 2월 23일에 확인함.
3. ↑  “Asia University Rankings”. 《Times Higher Education (THE)》 (영어). 2020년 5월 28일. 2020년 12월 4일에 확인함.
4. ↑  “Admissions”. 《Schwarzman Scholars》 (미국 영어). 2020년 12월 4일에 확인함.
5. ↑  Bradsher, Keith (2013년 4월 20일). “$300 Million Scholarship for Study in China Signals a New Focus”. 《The New York Times》. 2013년 4월 25일에 원본 문서에서 보존된 문서. 2013년 12월 4일에 확인함.
6. ↑  Nietzel, Michael T. “The 2024-25 Class Of Schwarzman Scholars Is Announced” (영어). 2023년 12월 7일에 확인함.
7. ↑  “12 Harvard Affiliates Named Schwarzman Scholars, Marking the University’s Highest Number of Awardees Ever” (미국 영어). 2023년 12월 11일. 2023년 12월 11일에 확인함.
8. ↑  “Three Princeton seniors and one alumnus have been named Schwarzman Scholars”. 2023년 12월 13일에 확인함.
9. ↑  “Donors” (미국 영어). 2023년 11월 27일에 확인함.
10. ↑  “Schwarzman Scholars » American Financier Stephen A. Schwarzman Endows International Scholarship Program in China”. 2015년 2월 16일에 원본 문서에서 보존된 문서. 2015년 1월 31일에 확인함.
11. ↑  “College”. 《Schwarzman Scholars》. 2013년 11월 30일에 원본 문서에서 보존된 문서. 2013년 12월 4일에 확인함.
12. ↑  “Faculty & Guest Speakers” (미국 영어). 2023년 11월 27일에 확인함.
13. ↑  aconner (2020년 12월 7일). “Schwarzman Scholars Announces Class of 2022, Applicant Numbers Speak to Continued Interest in China” (미국 영어). 2023년 11월 27일에 확인함.